# Municipio de Sylvan (condado de Washtenaw)
El municipio de Sylvan (en inglés, Sylvan Township) es un municipio del condado de Washtenaw, Míchigan, Estados Unidos. Tiene una población estimada, a mediados de 2021, de 3283 habitantes.

## Geografía
Está ubicado en las coordenadas 42°17′40″N 84°4′46″O / 42.29444, -84.07944. Según la Oficina del Censo de los Estados Unidos, tiene una superficie total de 88.02 km², de la cual 84.45 km² corresponden a tierra firme y 3.57 km² son agua.

## Demografía
Según el censo de 2020, en ese momento había 3311 personas residiendo en la zona. La densidad de población era de 39.2 hab./km². El 89.9% de los habitantes eran blancos, el 1.3% eran afroamericanos, el 0.3% eran amerindios, el 1.4% eran asiáticos, el 0.8% eran de otras razas y el 6.3% eran de una mezcla de razas. Del total de la población, el 2.7% eran hispanos o latinos de cualquier raza.